# Gastromyzontidae
Gastromyzontidae (лат.) (гастромизоновые) — семейство вьюноподобных рыб из отряда карпообразных, обитающих в Китае и Юго-Восточной Азии. Обычно встречаются в ручьях и реках с быстрым течением. Включает более 140 видов видов из 20 родов. Ранее его представителей включали в семейство балиторовых, но в 2012 году они были выделены в отдельное семейство Морисом Коттела. Отличаются видоизменением грудных и брюшных плавников в прикрепительные органы, позволяющим им удерживаться на субстрате в быстротекущих водных потоках.
Рыб часто называют горными гольцами (название, общее с Balitoridae).

## Список родов
Семейство Gastromyzontidae включает следующие роды:
- Annamia, Hora, 1932
- Bashimyzon, X. Gong и E. Zhang, 2024
- Beaufortia, Hora, 1932
- Engkaria, H. H. Tan, 2021
- Erromyzon, Kottelat, 2004
- Formosania, Ōshima, 1919
- Gastromyzon, Günther, 1874
- Glaniopsis, Boulenger, 1899
- Hypergastromyzon, T. R. Roberts 1989
- Katibasia, Kottelat, 2004
- Labigastromyzon, W.-Q. Tang & Y.-Y. Chen, 1996
- Liniparhomaloptera, P.-W. Fang, 1935
- Neogastromyzon, Popta, 1905
- Paraprotomyzon, Pellegrin & P.-W. Fang, 1935
- Parhomaloptera, Vaillant, 1902
- Plesiomyzon, C.-Y. Zheng & Y.-Y. Chen, 1980
- Protomyzon, Hora, 1932
- Pseudogastromyzon, Nichols, 1925
- Sewellia, Hora, 1932
- Vanmanenia, Hora, 1932
- Yaoshania, J. Yang, Kottelat, J.-X. Yang & X.-Y. Chen, 2012